# Marcel Godard
Marcel Godard (* 19. April 1888 in Paris; † 28. September 1965 ebenda) war ein französischer Radrennfahrer.

## Sportliche Laufbahn
Godard wurde 1919 Unabhängiger, 1923 wurde er Berufsfahrer im Radsportteam Griffon-Dunlop. Seine bedeutendsten Erfolge waren die Siege in den Rennen Paris–Bourges (vor Jean Hillarion) und Paris–Angers 1923. 1923 und 1926 siegte er im Circuit de l’Allier, 1924 bei Paris–Calais. 1920 gewann er eine Etappe im Circuit du Provence. 
Zweite Plätze gewann er in den Rennen Circuit du Cantal 1922,  in den Eintagesrennen Paris–Caen und Paris–Contres 1924 sowie im Circuit boussaquin 1928. 1922 wurde er Vize-Meister im Straßenrennen hinter Jean Brunier.
Godard trat dreimal zur Tour de France an. 1920, 1921 und 1923 schied er jeweils aus.